# 蒲谷茂
蒲谷 茂（かばや しげる、1949年1月25日 - 2019年6月2日）は、日本の医療ジャーナリスト。

## 略歴
神奈川県横浜市生まれ。立教大学経済学部卒業後、3年間の銀行勤務の後、1974年『壮快』の創刊に編集部員として参加。
その経歴から、健康関連を題材とした出版が多い。
かつては八ヶ岳南麓に住み、エフエム八ヶ岳のパーソナリティもつとめていた。
2019年6月2日、Facebookにて蒲谷の妻が死去したことを報告した。70歳没。

## 著作
- 『大評判!これが噂の町医者』（HAKUBA BOOKS）
- 『民間療法のウソとホント』（文春新書）
- 『測るだけで大丈夫』（八重洲出版）
- 『歯は磨くだけでいいのか』（文春新書）
- 『自宅で死にたい』（バジリコ）